# Поправка за слој
Поправка за слој рачуна се као утицај хоризонталног слоја бесконачног пружања, чија дебљина одговара разлици надморских висина две посматране тачке. Други назив за ову поправку је Бугеова поправка, по научнику Пјеру Бугеу, који је први пут дефинисао. Због тога се, врло често, и хоризнотални слој бесконачног пружања, назива Бугеов слој.
Гравиметријска мерења се врше на топографској површи терена, а не на површи геоида. Поправком за висину, нормална вредност гравитационог убрзања (која важи за површ геоида) редукована је на вредност, која би у посматраној тачки била измерена да се између геоида и топографске површи не налазе никакве масе (отуда је други назив за ову поправку - поправка за слободан ваздух). Међутим, то није реално стање, јер се испод тачке на којој се мерења врше, увек налазе неке масе, које повећавају вредност гравитационог убрзања, које се мери на површи терена. Утицај ових маса може да се срачуна као утицај хоризонталног слоја бесконачног пружања и дебљине {\displaystyle h}, што је, у општем случају, надморска висина посматране тачке. Међутим, поправка за слој представља само прву апроксимацију утицаја маса испод тачке посматрања, због тога што дебљина и густина стенског материјала између две тачке, које се налазе на различитим надморским висинама, није константан.

## Израчунавање
Нека је {\displaystyle R} полупречник цилиндра, {\displaystyle h} његова висина, док је {\displaystyle A} тачка посматрања. Утицај елемента запремине {\displaystyle dV} на тачку {\displaystyle A} може да се добије из општих израза за потенцијал вертикалне компоненте силе привлачења у вертикалном цилиндричном систему координата:
Интеграљењем израза по {\displaystyle \varphi }, па по {\displaystyle \rho } и на крају по {\displaystyle z}, добија се:
при чему ће, после развијања у ред, бити:
Гранична вредност израза {\displaystyle g=2\pi K\sigma (R+h-{\sqrt {R^{2}+h^{2}}})}, када {\displaystyle R\rightarrow \infty } биће:
или, после замене бројних вредности:
где се {\displaystyle \sigma } даје у {\displaystyle [{\frac {g}{cm^{3}}}]}, а {\displaystyle h} у метрима. 

## Бугеова аномалија
Сума поправки за висину и слој, чини поправку, која дефинише Бугеову аномалију:
За разлику од Фајове аномалије, која је у директној зависности од надморске висине посматране тачке, Бугеова аномалија знатно мање зависи од висине тачке. Због тога је Бугеова аномалија погоднија за дефинисање нехомогености у густини Земљине коре. 
При рачунању Бугеове аномалије, велики значај има густина Бугеовог слоја. Ако је густина са којом се рачуна мања од реалне, аномалије ће имати директну корелацију са обликом рељефа терена. При одабраној већој густини, корелација са рељефом ће бити обрнута.
У теренима са израженим рељефом, увођењем поправке за Бугеов слој није узета у обзир реална ситуација, јер је усвојено да је горња површ слоја хоризонтална (при чему је дебљина слоја различита за тачка на различитој надморској висини), што у стварности није случај. Због тога се уводи топографска поправка. 